# Труш Іван Степанович
Іван Степанович Труш (справжнє — Аркадій Арсенович Щербань; 24 листопада 1921 року, містечко Скала над Збручем (суч. Скала-Подільська Борщівського р-ну Тернопільської обл.) — 11 грудня 2013 року в м. Кіцмань, Чернівецької обл.) — буковинський письменник, перекладач, педагог, громадський діяч, патріот України знаний далеко за її межами.

## Життєпис
Народився Іван Степанович 24 листопада 1921 року в містечку Скала над Збручем (суч. Скала-Подільська Борщівського р-ну Тернопільської обл.) у висококультурній родині. В сім'ї розмовляли трьома мовами — українською, німецькою та польською.
У 1928 р. Аркадій Щербань вступає до початкової загальної польської школи в Тернополі.
З 1934 по 1938 рр. навчається в польській гімназії № 3 ім. М. Коперника з поглибленим вивченням латинської мови.
З 1938—1939 рр. навчається в ліцеї ім. Ю. Словацького. З 1940 року навчається на історичному факультеті Львівського університету. Навчання перериває Друга світова війна, під час якої Аркадій вступив до дивізії «Галичина». У бою під Бродами (Львівська область) дивізія потрапила в оточення. Чимало дивізійників загинуло, інші були відправлені на каторжні роботи в Сибір. Аркадій рятується й отримує документи на ім'я Івана Степановича Труша.
У 1944 році Івана Труша відправляють у Рівне, видають обмундирування, червоноармійську книжку і відсилають на передову лінію фронту. У боях під Краковом був важко поранений і перевезений до Києва, де й зустрів перемогу.
У 1951 році закінчив агрономічний факультет сільськогосподарського інституту в місті Дубляни, тут і зустрів свою долю — Олену Іванівну Спиридонову, з якою в 1950 році у місті Білозерка Херсонської області одружилися.
У 1951 р. подружжя приїжджає у місто Ріпки Чернігівської області на роботу в лісозахисну зону. Іван Труш працює референтом у знаменитому Нікітському ботанічному саду в Криму.
1952 р. родина Трушів переїздить на Буковину, де Іван Степанович працює агрономом в селі Мамаївці Кіцманського району.
1953—1956 рр. викладає в селі Рідківці Новоселицького району в однорічній школі з підготовки кадрів для сільського господарства.
1956—1960 рр. — плідна педагогічна діяльність Івана Труша в школах: с. Оршівці, що на Кіцманщині, с. Окопи Борщівського району Тернопільської області.
З 1960—1966 рр. — Іван Степанович навчався на факультеті романо-германської філології Чернівецького державного університету. Це був початок його заглиблення у широкий світ іноземної мови. Таким чином, Іван Труш став поліглотом. Самотужки він вивчив англійську, іспанську, італійську, молдавську, німецьку, польську, португальську, румунську, французьку та майже всі слов'янські мови. Але з-поміж них вибрав для популяризації творів українських авторів — італійську.
З 1966—1969 р. р. Іван Труш викладає в Хотинському сільськогосподарському технікумі, тут розпочинається його активна літературна діяльність. Співпрацює з газетою «Червона зірка», де друкує власні вірші, оповідання, статті.
В 70-х роках викладає у Кіцманському сільськогосподарському, нині — аграрному технікумі. Одночасно перекладав українською мовою твори італійської літератури, які видавалися у республіканських видавництвах.
У 1991 році в місті Ареццо (Італія) видавець Маріо де Філіппіс видрукував малу антологію української поезії «Голоси України» Івана Труша. А в 1993 році вийшла у видавництві «Прут» двомовна збірка «Голоси України», де вміщено твори українських поетів у перекладі І. Труша: І. Котляревського, С. Гулака-Артемовського, М. Петренка, Т. Шевченка, Л. Глібова, І. Франка, Л. Українки, М. Зерова, В. Стуса, В. Івасюка та ін.
Іван Труш здійснює переклади і на німецьку мову.
Помер Іван Труш 11 грудня 2013 року в Кіцмані, де й похований.

## Творчі набутки

### Поетичні твори
1. Капрійська легенда // Рад. життя. — 1976. — 16 жовт. — С. 3.
2. Пустоцвіт: Байка // Червона зірка (Хотин). — 1967. — 2 груд. — С. 3.
3. Спогад («Наш човен під вербами»): Пісня // L'агсоЬаlеnо = Райдуга: Rassegna Letterana: Літ. огляд. — Чернівці, 1995. — Вип. 3. — С. 32.
4. Прийди до мене: Пісня / Муз. Г. Руснак // Вільне життя. — 1998. — 1 серп. (№ 31). — С. 4.
5. Il ragazzino artista // L'AUTODIDATTA: Passegna di Poesia Contemporanea. — 2002. — Artecultura . — Milano. — Ed. 19. — Р. 148.
6. Висока могила стоїть край села: пісня // Буковин. віче. — 2003. — № 92. — 3 груд. — С. 4.
7. Наснись: Пісня // L'агсоbаlеnо = Райдуга: Rassenga Letteraria = Літ. огляд. — Чернівці, 2005. — Вип. 6. — С. 49.
8. Часу плин: Пісня // Акорди любові. — Чернівці. — 2005. — С. 4.

### Прозові твори
1. Подарунок Ельжбети // Червона зірка. — 1968. — 2 лют. — С.4
2. Як Марія Королівського волоха поперла: Перекази нашого краю / Зап. І. Труш // Червона зірка. — 1969. — 14 січ. — С.3
3. Чари осіннього лісу: образок // Рад. життя. — 1975. — 30 жовт. — С. 4.
4. Hot dog // Барвисток: літ. альманах. — Кіцмань, 1999. — Вип. 8. — С. 42–43.
5. Adria. : Оповідання. — Чернівці: Прут, 2001. — 20 с.
6. Римський гість: оповідання // На бистрині життя. — Чернівці: Прут, 2003. — С. 33–36.

### Переклади на українську мову
1. Моравіа А. Римські оповідання / А. Моравіа ; пер. з італ. І. Труш ; вступ. сл. В. Скуратівського. — К. : Дніпро, 1974. — 238 с. — (сер. : «Зарубіжна новела» ; Кн. 17).
2. Вольтер І. Про мільйонера, який вкрав сонце: казка / пер. з чес. — К. : Веселка, 1979. — 16 с.
3. Родарі Дж. Джіп у телевізорі: оповідання / пер. з італ. — К. : Веселка, 1981. — 47 с.
4. Медіо Д. Ходімо, Тімотео: оповідання / пер. з ісп. — К. : Веселка, 1985. — 66 с.
5. Джованнуцці У. Був собі чоловік і ще буде: казки і вірші / пер. з італ. — Чернівці: Місто, 2000. — 33 с.

### Переклади іншими мовами з української
1. Voci dell' Ucraina. — Arezzo: De Filippis Editore, 1991. — 22 c.
2. Хвала життю / пер з укр. ; іл. О. Труш. — Чернівці: Місто, 1999. — 39 с.
3. Райдуга = L'arcobaleno: літ. огляд = Rassegna letteraria / пер. італ. — Чернівці. — 1996. — Вип. 5. — 32 с.
4. Українська поезія в Італії = Poesia Ucraina in Italia / пер. на італ. — Чернівці: Місто, 2001. — Вип. 3. — 32 с.
5. Загул Д. Вибрані твори / Д. Загул. — Чернівці: Місто, 2002. — 18 с. — Текст парал. нім. і укр.
6. Франко І. Поезія / І. Франко ; пер на італ. І.Труш. — Чернівці, 2004. — 18 с. — Текст парал. італ і укр.
7. Poesia dall'Ucraina // La biblioteca della memoria Artecultura: Poesia. — Milan, 2004. — C. 23–30.

### Літературно-критичні статті й замітки
1. Доля народу — в пісні // Червона зірка (Хотин). — 1967. — 12 верес. — С. 3.
2. Дзеркало нашого життя // Червона зірка (Хотин). — 1968. — 28 січ. — С. 3.
3. Мовою художнього твору // Червона зірка (Хотин). — 1971. — 11 верес. Узагальнено досвід педагога // Рад. життя. — 1975. — 29 листоп. — С. 3.
4. Монолог батька: [спогади про В. Івасюка] // Рад. життя. — 1988. — 1 груд. — С. 3.
5. Наш друг Маріо де Філіппіс: Колекціонер екслібрисів з Італії // Буковин. журн. — 1995. — № 3–4. — С. 167—170.
6. Буковинська поезія в Італії // Час 2000. — 1999. — 14 трав. (Ч. 3). — С. 6.
7. Буковина — Тоскана: грані культурних взаємин // Український форум. — 2000. — 28 січ. — 14 лют. — С. 5.
8. Українська муза в Мілані: [пер. укр. поетів на італ.] // Дніпро. — 2000. — № 9–10. — С. 5.
9. З Уралу до Мілана через Кіцмань // Шлях перемоги. — 2002. — 31 січ. — С. 7.
10. Дипломанти італійського журналу // Літ. Україна. — 2005. — 6 лип. — С. 5.

## Нагороди
Лауреат літературно-мистецької премії імені Віктора Зубара